# Pere el Venerable (Cluny)
Pere de Montboissier o Pere el Venerable (Alvèrnia, França, 1092-1094 - Cluny, 25 de desembre de 1156) va ser un monjo benedictí francès, novè abat de Cluny des de 1122. És venerat com sant per l'Església catòlica.

## Vida
Pierre de Montboissier havia nascut en una família noble d'Alvèrnia, els Montboissier, entre 1092 i 1094. Fou donat de nen (com a ofrena per un vot) al monestir cluniacenc de Sauxillanges (Alvèrnia), on ingressà com a monjo als disset anys. Després fou professor a l'escola monàstica i prior de l'abadia de Vézelay, amb vint anys. També fou al monestir de Domene. Als trenta anys fou elegit abat de Cluny superior general de l'Orde de Cluny, com successor de Ponç de Melgueil, deposat pel papa el 1122.

### Abat de Cluny
La congregació era llavors molt atacada per altres ordes i teòlegs, entre els quals Bernat de Claravall, que els acusava d'haver-se apartat de l'ideal originari de pobresa i austeritat. Com a resposta, Pere va intentar reformar completament la disciplina de l'orde, i aixú es va guanyar el títol d'El Venerable.
Va succeir el seu oncle Hug II de Semur, abat efímer el 1122, com a abat de Cluny. Considerat l'últim gran abat del monestir, va reformar-lo per tal de solucionar-ne els problemes financers. Així, va reorganitzar els dominis senyorials de l'abadia per assegurar el manteniment dels monjos (Dispositio rei familiaris). Se'n va fer l'inventari (Constitutio expense Cluniaci), avui valuosa font per a la història, amb dades sobre rendiments, collites, conreus i tècniques agrícoles.
Fou amic i conseller de Bernat de Claravall i alhora crític amb la seva postura. Quan Bernat denuncia Pere Abelard com a heretge i el fa tancar en un monestir, Pere el Venerable l'acull a Cluny com a germà de l'orde. Quan Abelard mor, Pere envia en secret el seu cos a l'abadia del Paràclit, on Heloïsa és abadessa i, a demanda d'aquesta, dona l'absolució plenària als pecats d'Abelard. Va combatre, altrament, l'heretgia de Pierre de Bruys.
Viatjà molt i va tenir un paper diplomàtic important. Va assistir a diferents concilis, com el de Pisa de 1134, on va reconèixer el 1134 el papa Innocenci II, i oposar-se a l'antipapa Anaclet II, i el concili de Reims, el 1147.

## Obra intel·lectual
Per la seva activitat intel·lectual és un representant del Renaixement del segle xii. Se li atribueix el programa iconogràfic dels capitells de l'abadia romànica de Vézelay. Va fer traduir l'Alcorà al llatí, al Mahometus pseudopropheta, en 1141, ja que considerava que qualsevol predicador que anés a Terra Santa l'havia de conèixer i haver-lo llegit. Va redactar tractats i obres polèmiques contra les doctrines hebraiques i musulmanes, i recomana solucionar els conflictes mitjançant debats i disputes teològiques, més que no pas amb campanyes com les croades. Va escriure el Llibre de les meravelles de Déu i Aduersus Iudœorum inueteratam duritiem, radicalment antisemita.
El 1139 viatjà al nord de Castella i Navarra, on entrà en contacta amb la religió musulmana. A partir de llavors començà una tasca d'estudi d'aquesta religió per tal de poder combatre-la millor com a teòleg. Va encarregar a monjos de Nájera la traducció de l'Alcorà, que li serví per a tractats teològics seus on intentava demostrar la falsedat de l'Islam.